# Єрмоленко Андрій Олексійович
Андрій Олексійович Єрмоленко — старший солдат Збройних Сил України, учасник російсько-української війни, що загинув у ході російського вторгнення в Україну в 2022 році.

## Життєпис
Старший солдат, військовослужбовець підрозділу Збройних Сил України (підрозділ — не уточнено).
Загинув у ході російського вторгнення в Україну в 2022 році.

## Нагороди
- орден «За мужність» III ступеня (2022, посмертно) — за особисту мужність і самовіддані дії, виявлені у захисті державного суверенітету та територіальної цілісності України, вірність військовій присязі.